# ティグレス・デ・アラグア
ティグレス・デ・アラグア（Tigres de Aragua）は、ベネズエラのリーガ・ベネソラーナ・デ・ベイスボル・プロフェシオナルに加盟しているプロ野球チーム。本拠地は、アラグア州・マラカイである。

## 歴史
1965年10月15日に、創設された。
1971年-1972年シーズンに、初優勝を果たした。
1974年-1975年シーズンに、3シーズン振り2度目の優勝を果たした。
1975年-1976年シーズンに、2シーズン連続3度目の優勝を果たした。
2003年-2004年シーズンに、27シーズン振り4度目の優勝を果たした。
2004年-2005年シーズンに、2年連続5度目の優勝を果たした。
2006年-2007年シーズンに、2シーズン振り6度目の優勝を果たした。
2007年-2008年シーズンに、2シーズン連続7度目の優勝を果たした。
2008年-2009年シーズンに、3シーズン連続8度目の優勝を果たした。2009年のカリビアンシリーズでも5勝1負の成績で初優勝を果たしている。
2011年-2012年シーズンに、2シーズン振り9度目の優勝を果たした。
2015-2016シーズン、チームは10回目の優勝を果たした。

## 所属選手
| 投手 - 54 ロナルド・ベリサリオ (Ronald Belisario) - 48 マニー・コレア (Manny Correa) - 32 レニー・コルテス (Renee Cortez) - 81 アレハンドロ・チャシーン (Alejandro Chacin) - 34 フレディ・ガルシア (Freddy Garcia) - 50 フランクリン・ヘルマン (Franklyn German) - 52 グメルシンド・ゴンザレス (Gumercindo Gonzalez) - 71 ジーン・グラナド (Jean Granado) - 75 ダニエル・ウルタド (Daniel Hurtado) - 55 エドガー・イバラ (Edgar Ibarra) - 70 ホセ・オルテガ (Jose Ortega) - 30 デビッド・ラモス (David Ramos) - 44 ホルヘ・ロンドン (Jorge Rondon) - 66 ラウル・ルイス (Raul Ruiz) - 57 ジャレッド・ウェルス (Jared Wells) - 22 ロバート・ザラテ (Robert Zarate) | 捕手 - 42 ウィルソン・コントレラス (Willson Contreras) - 36 ホスミル・ピント (Josmil Pinto) - 40 ウィルソン・ラモス (Wilson Ramos) 内野手 - 33 レイダー・アスカニオ (Rayder Ascanio) - 20 ラモン・カストロ (Ramon Castro) - 5 エドゥアルド・エスコバー (Eduardo Escobar) - 23 ヘクター・ヒメネス (Hector Gimenez) - 10 ホセ・グレゴリオ・マルティネス (Jose Gregorio Martinez) - 37 ヘスス・メルチャン (Jesus Merchan) - 4 アレックス・ヌニェス (Alex Nunez) - 12 ヤンヘルビス・ソラルテ (Yangervis Solarte) 外野手 - 80 ウィルメル・ベセラ (Wuilmer Becerra) - 31 ラモン・フローレス (Ramon Flores) - 7 テオドロ・マルティネス (Teodoro Martinez) - 17 アレックス・ロメロ (Alex Romero) - 37 ルビ・シルバ (Rubi Silva) |
| 2014年12月28日更新 [公式サイト(スペイン語)より：ロースター ] | |